# 国道1号線 (ベトナム)

国道1号線のルートの地図

国道1号線（こくどういちえいごうせん　ベトナム語：Quốc lộ 1 / 國路1?）はベトナム社会主義共和国ランソン省ドンダンにある友誼関とベトナム最南端のカマウ省カマウを結ぶ全長2,301km の国道である。
ランソン省ドンダンからホーチミン市までの区間は  アジアハイウェイ1号線の一部となっている。

## 歴史
国道1号線は20世紀初頭にフランスによって建設された。第一次インドシナ戦争（1946年12月19日 - 1954年8月1日）やベトナム戦争（1960年12月 - 1975年4月30日）の間は双方の陣営にとって重要な道路となり、南ベトナム解放民族戦線による破壊工作やアメリカ軍による北爆によって、通行が困難になるほどの損害を受けた。
現在は、世界銀行からの借款や日本の政府開発援助によって整備が進み、都市部では国道1号線に並行する南北高速道路も完成している箇所もある。

## 通過する都市

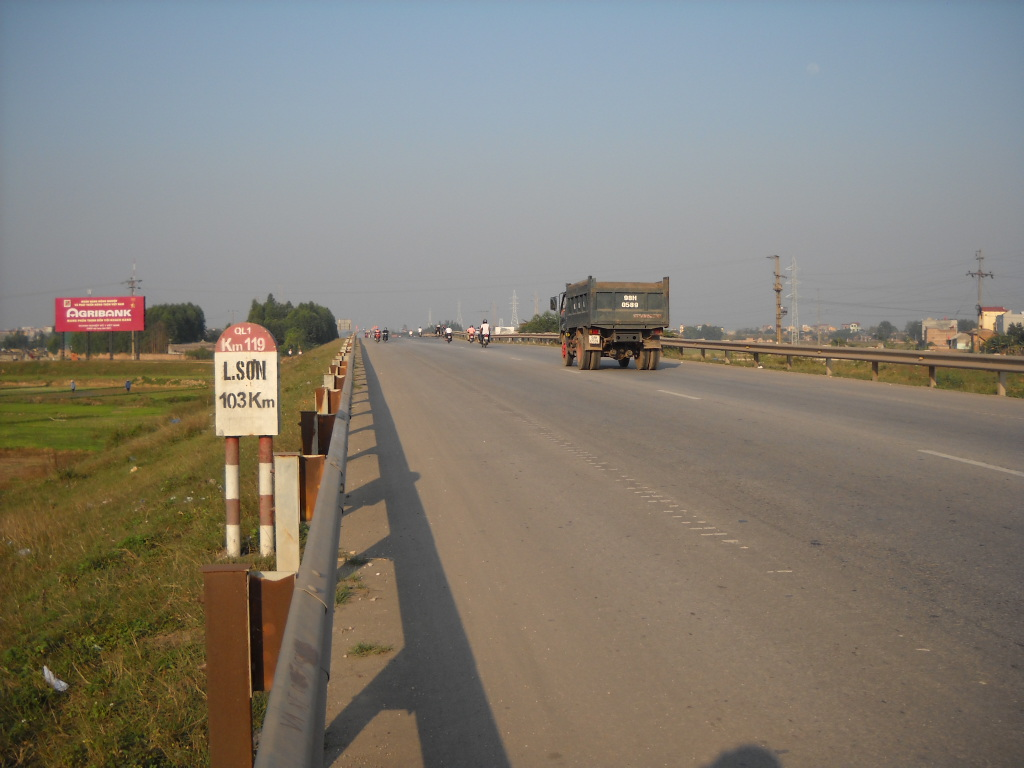
国道1号線の119kmポスト。バクザン省バクザン附近

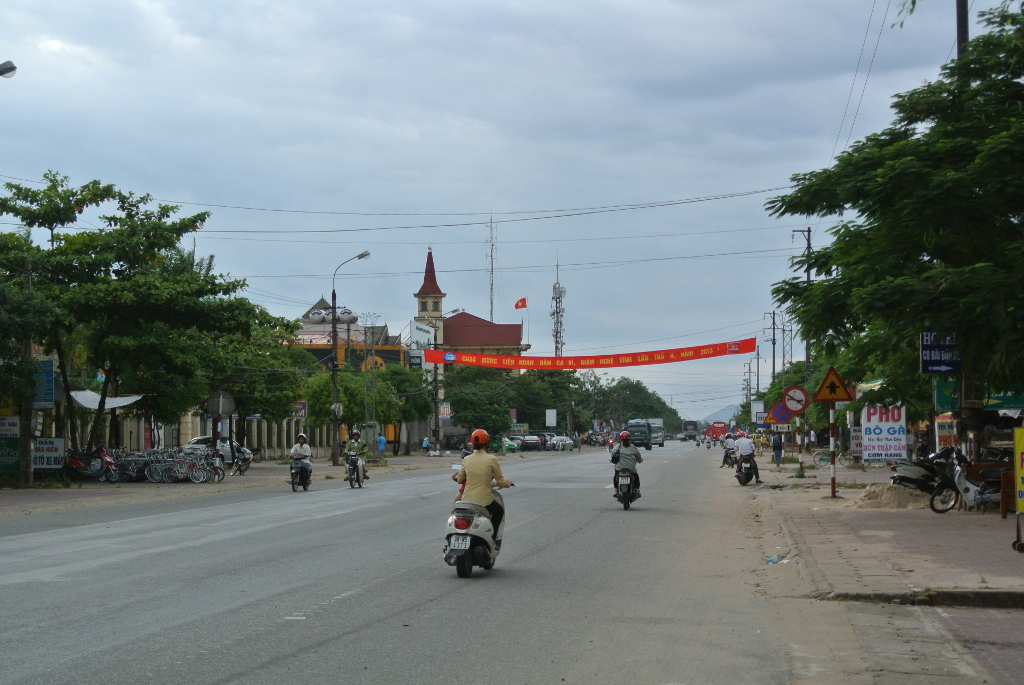
国道1号線。ベトナム、ハティン省カムスエンにて。

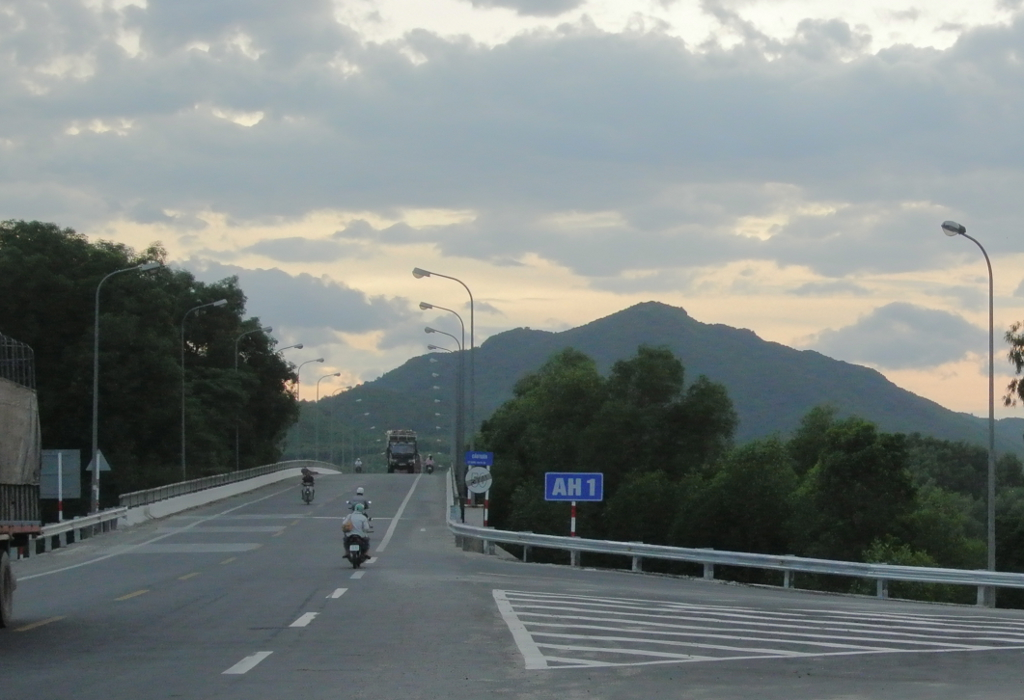
国道1号線フエ郊外。郊外であるため高速道として整備されている

| 地方           | 省、中央直轄市                      | 主な通過都市                           | 距離(km) | 註                                                            |
| -------------- | ----------------------------------- | -------------------------------------- | -------- | ------------------------------------------------------------- |
| 東北地方       | ランソン省 （諒山）                 | ドンダン （同登）                      | 0        | 国道1号線起点 友誼関で中国のG322国道および 南友高速道路に接続 |
| 東北地方       | ランソン省 （諒山）                 | ランソン                               | 16       |                                                               |
| 東北地方       | バクザン省 （北江）                 | バクザン                               | 119      |                                                               |
| 紅河デルタ     | バクニン省 （北寧）                 | バクニン                               | 139      |                                                               |
| 紅河デルタ     | ハノイ市 （河内）                   | ハノイ市中心部                         | 170      | アジアハイウェイ14号線と接続                                  |
| 紅河デルタ     | ハナム省 （河南）                   | フーリー （府里）                      | 229      |                                                               |
| 紅河デルタ     | ニンビン省 （寧平）                 | ニンビン                               | 263      |                                                               |
| 北中部地方     | タインホア省 （清化）               | タインホア                             | 323      |                                                               |
| 北中部地方     | ゲアン省 （乂安）                   | ヴィン （永）                          | 461      | アジアハイウェイ15号線と接続                                  |
| 北中部地方     | ハティン省 （河靜）                 | ハティン                               | 510      |                                                               |
| 北中部地方     | クアンビン省 （廣平）               | ドンホイ （洞海）                      | 658      |                                                               |
| 北中部地方     | クアンチ省 （廣治）                 | ドンハ （東河）                        | 750      | アジアハイウェイ16号線と接続                                  |
| 北中部地方     | トゥアティエン＝フエ省 （承天＝化） | フエ （化）                            | 824      |                                                               |
| 南中部地方     | ダナン市 （沱㶞）                   | ダナン市中心部                         | 929      |                                                               |
| 南中部地方     | クアンナム省 （廣南）               | タムキー （三岐）                      | 991      |                                                               |
| 南中部地方     | クアンガイ省 （廣義）               | クアンガイ                             | 1054     |                                                               |
| 南中部地方     | ビンディン省 （平定）               | クイニョン （歸仁）                    | 1232     |                                                               |
| 南中部地方     | フーイエン省 （富安）               | トゥイホア （綏和）                    | 1329     |                                                               |
| 南中部地方     | カインホア省 （慶和）               | ニャチャン （芽莊）                    | 1450     |                                                               |
| 東南部地方     | ニントゥアン省 （寧順）             | ファンラン＝タップチャム （潘郎-塔占） | 1528     |                                                               |
| 東南部地方     | ビントゥアン省 （平順）             | ファンティエット （潘切）              | 1701     |                                                               |
| 東南部地方     | ドンナイ省 （同狔）                 | ビエンホア （邊和）                    | 1867     |                                                               |
| 東南部地方     | ホーチミン市 （胡志明）             | ホーチミン市中心部                     | 1889     | 国道22号線と接続                                              |
| メコン・デルタ | ロンアン省 （隆安）                 | タンアン （新安）                      | 1936     |                                                               |
| メコン・デルタ | ティエンザン省 （前江）             | ミトー （美湫）                        | 1959     |                                                               |
| メコン・デルタ | ヴィンロン省 （永隆）               | ヴィンロン                             | 2024     |                                                               |
| メコン・デルタ | カントー市 （芹苴）                 | カントー市中心部                       | 2058     |                                                               |
| メコン・デルタ | ハウザン省 （後江）                 | ガーバイ                               |          |                                                               |
| メコン・デルタ | ソクチャン省 （朔𢁋）               | ソクチャン                             | 2119     |                                                               |
| メコン・デルタ | バクリエウ省 （薄遼）               | バクリエウ                             | 2176     |                                                               |
| メコン・デルタ | カマウ省 （歌毛）                   | カマウ                                 | 2236     | 国道1号線終点                                                 |

## 国道1号線を舞台にした作品
- 沢木耕太郎（2006年）. 『一号線を北上せよ』, 講談社文庫,講談社. ISBN 4-06-275271-9

## 脚註
1. ↑  国道1号線橋梁リハビリ事業(I-1)(I-2)(I-3)(II-1)(II-2)(II-3)
2. ↑  （ODA）有償資金協力　案件概要 ｜ 外務省
3. ↑  ベトナムへの日本のODA ～Inclusive and Dynamic Development ～ 国際協力機構（JICA)関西国際センター